# Кирмен, Ричард
Ричард Кирмен-старший (англ. Richard Kirman, Sr.; 14 января 1877 — 19 января 1959) — американский политик, 17-й губернатор Невады. Член Республиканской партии.

## Биография
Ричард Кирмен родился в Вирджиния-Сити, штат Невада, где окончил среднюю школу. В дальнейшем он окончил Lincoln High School в Сан-Франциско, штат Калифорния.
Вернувшись в Неваду, Кирмен начал работать в банковской сфере. В 1899 году он был избран в Палату представителей штата, а в 1902 году — членом попечительского совета Университета Невады. Эту должность он занимал до 1904 года.
В 1907—1909 годах был мэром Рино, а затем, во время Великой депрессии, занимал пост президента Первого национального банка Рино.
7 января 1935 Кирмен был приведён к присяге губернатора штата Невада. Во время его пребывания в должности губернатора был создан Национальный парк Невады. Кроме того, был создан совет планирования ресурсов штата, а также завершено строительство плотины Гувера.

### Личная жизнь
19 января 1898 года Ричард Кирмен женился на Мабель Жан Кинг, у них было двое детей, Ричард и Клэр.